# Санта-Софія а Віа Боччеа (кардинальський титул)

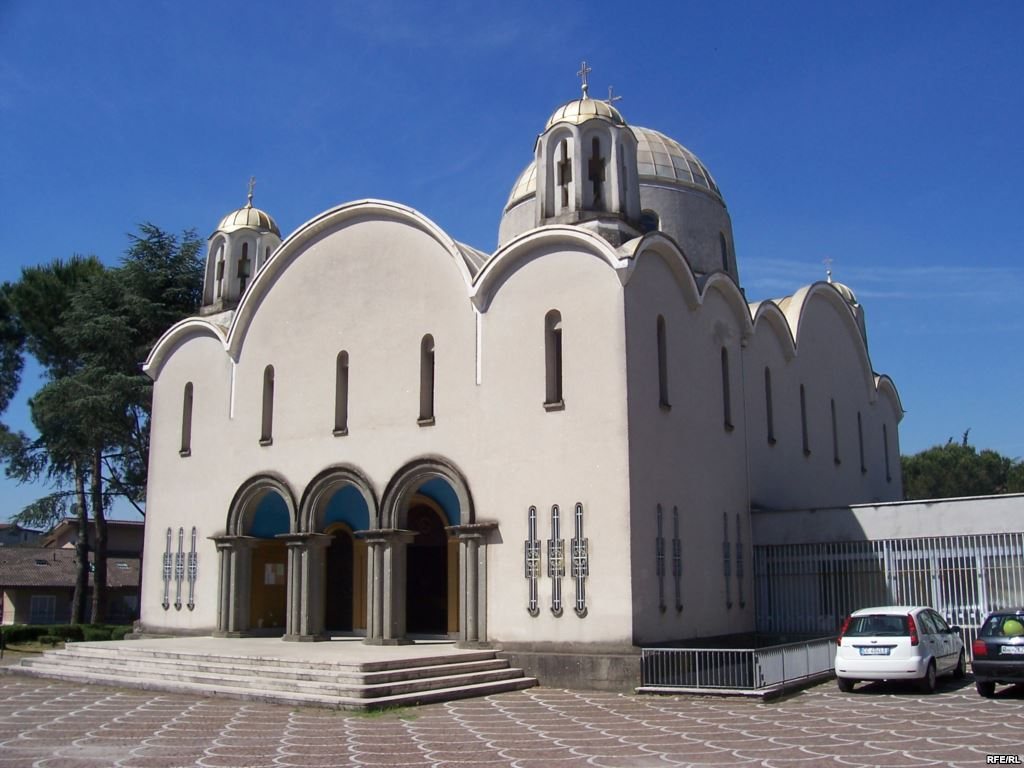
Собор Святої Софії в Римі

Санта-Софія а Віа Боччеа (італ. Santa Sofia a Via Boccea) — титул кардинала-пресвітера. Створений папою Іваном Павлом ІІ в 1985 р. для предстоятеля Української греко-католицької церкви Мирослава Івана Любачівського. Має назву від собору святої Софії в Римі, що була збудована клопотаннями Йосипа Сліпого.

## Список кардиналів
- Мирослав Іван Любачівський (25 травня 1985 — 14 грудня 2000)
- Любомир Гузар (21 лютого 2001 — 31 травня 2017)
- Микола Бичок (7 грудня 2024 —)